# Wigan Athletic Football Club 2017-2018
Questa voce raccoglie le informazioni riguardanti il Wigan Athletic Football Club nelle competizioni ufficiali della stagione 2017-2018.

## Rosa
| N. |                             | Ruolo | Calciatore           |
| -- | --------------------------- | ----- | -------------------- |
| 1  | Inghilterra (bandiera)      | P     | Christian Walton     |
| 2  | Inghilterra (bandiera)      | D     | Nathan Byrne         |
| 3  | Australia (bandiera)        | D     | Callum Elder         |
| 4  | Inghilterra (bandiera)      | C     | David Perkins        |
| 5  | Egitto (bandiera)           | D     | Sam Morsy (capitano) |
| 6  | Inghilterra (bandiera)      | C     | Max Power            |
| 7  | Scozia (bandiera)           | C     | Jamie Walker         |
| 8  | Inghilterra (bandiera)      | C     | James Vaughan        |
| 9  | Irlanda del Nord (bandiera) | A     | Will Grigg           |
| 10 | Inghilterra (bandiera)      | A     | Devante Cole         |
| 11 | Inghilterra (bandiera)      | C     | Gavin Massey         |
| 12 | Inghilterra (bandiera)      | D     | Donervon Daniels     |
| 14 | Irlanda del Nord (bandiera) | D     | Alex Bruce           |
| 16 | Galles (bandiera)           | C     | Shaun MacDonald      |
| 17 | Inghilterra (bandiera)      | C     | Michael Jacobs       |

| N. |                        | Ruolo | Calciatore       |
| -- | ---------------------- | ----- | ---------------- |
| 18 | Inghilterra (bandiera) | C     | Gary Roberts     |
| 20 | Galles (bandiera)      | D     | Craig Morgan     |
| 22 | Inghilterra (bandiera) | D     | Cheyenne Dunkley |
| 23 | Inghilterra (bandiera) | P     | Jamie Jones      |
| 24 | Irlanda (bandiera)     | A     | Noel Hunt        |
| 25 | Inghilterra (bandiera) | C     | Nick Powell      |
| 26 | Inghilterra (bandiera) | D     | Reece James      |
| 27 | Inghilterra (bandiera) | C     | Ryan Colclough   |
| 28 | Scozia (bandiera)      | C     | Jay Fulton       |
| 32 | Inghilterra (bandiera) | D     | Josh Gregory     |
| 29 | Inghilterra (bandiera) | D     | Luke Burke       |
| 33 | Inghilterra (bandiera) | D     | Dan Burn         |
| 35 | Inghilterra (bandiera) | C     | Luke Burgess     |
| 36 | Inghilterra (bandiera) | C     | Chris Merrie     |
| 37 | Inghilterra (bandiera) | P     | Dan Lavercombe   |